# Akros-Excelsior-Thömus
Akros-Excelsior-Thömus war ein schweizerisches Radsportteam mit Sitz in Gerlafingen.
Die Mannschaft erhielt 2014 unter dem Namen Marchiol Emisfero eine Lizenz als Continental Team, nachdem sie zuvor unter gleichem Namen als Vereinsteam registriert war. Sitz des durch die Firma N.T. CYCLING Società sportiva dilettantistica ar.l betriebenen Team war Tezze di Vazzola. Manager war zunächst Giuseppe Lorenzetto, der von den Sportlichen Leitern Matteo Chittaro und Mirco Lorenzetto unterstützt wurde. Im Jahr 2015 verlegte das Team seinen Sitz in die Schweiz. Manager der neuen Betreiberfirma Cyc Swiss GmbH wurde Roberto Marchetti, während Mirco Lorenzetto die sportliche Leitung übernahm und dabei von weiteren Assistenten, darunter Giuseppe Lorenzetto und Matteo Chittaro unterstützt wird. Das Team erhielt für das Jahr 2016 eine Lizenz als Professional Continental Team, beantragte und erhielt zur Saison 2017 jedoch nur eine Lizenz als Continental Team.
Zum Saisonende 2020 stellte die Mannschaft ihren Betrieb ein.

## Saison 2019

### Erfolge in der UCI Europe Tour
In der Saison 2019 gelangen dem Team nachstehende Erfolge in der UCI Europe Tour.
| Datum   | Rennen                           | Kat. | Fahrer        |
| ------- | -------------------------------- | ---- | ------------- |
| 9. Mai  | 1. Etappe Rhône-Alpes Isère Tour | 2.2  | Claudio Imhof |
| 4. Juli | 1. Etappe Sibiu Cycling Tour     | 2.1  | Justin Paroz  |

## Saison 2018

### Erfolge in den Nationalen Straßen-Radsportmeisterschaften
In den Rennen der Nationalen Straßen-Radsportmeisterschaften 2018 konnte das Team nachstehende Titel erringen.
| Datum    | Rennen                                           | Fahrer           |
| -------- | ------------------------------------------------ | ---------------- |
| 27. Juni | Schweizer Meisterschaft – Einzelzeitfahren (U23) | Stefan Bissegger |

## Saison 2017

### Erfolge in der UCI Europe Tour
In der Saison 2017 gelangen dem Team nachstehende Erfolge in der UCI Europe Tour.
| Datum        | Rennen                                     | Kat. | Fahrer       |
| ------------ | ------------------------------------------ | ---- | ------------ |
| 10. März     | 1. Etappe International Tour of Rhodes     | 2.2  | Colin Stüssi |
| 10.–12. März | Gesamtwertung International Tour of Rhodes | 2.2  | Colin Stüssi |

### Mannschaft
| Teamkader 2017                              | Teamkader 2017    | Teamkader 2017 | Teamkader 2017     |
| Name                                        | Geburtsdatum      | Land           | Vorheriges Team    |
| ------------------------------------------- | ----------------- | -------------- | ------------------ |
| Valentin Baillifard                         | 25. Dezember 1993 | Schweiz        |                    |
| Jonathan Fumeaux                            | 7. März 1988      | Schweiz        | IAM Cycling (2016) |
| Lukas Jaun                                  | 29. Juli 1991     | Schweiz        |                    |
| Pirmin Lang                                 | 25. November 1984 | Schweiz        | IAM Cycling (2016) |
| Damian Lüscher                              | 16. August 1997   | Schweiz        |                    |
| Matthias Reutimann                          | 15. November 1994 | Schweiz        |                    |
| Colin Stüssi                                | 4. Juni 1993      | Schweiz        |                    |
| Roland Thalmann                             | 5. August 1993    | Schweiz        |                    |
| Diego Wendelspiess                          | 26. Dezember 1995 | Schweiz        |                    |
| Anthony Rappo (1. Aug.–31. Dez., Stagiaire) | 25. Juli 1995     | Schweiz        |                    |
|                                             |                   |                |                    |
| Quellen: ProCyclingStats Cycling Quotient   |                   |                |                    |

## Platzierungen in UCI-Ranglisten
UCI Asia Tour
| Saison    | Mannschaftswertung | Fahrerwertung         |
| --------- | ------------------ | --------------------- |
| 2014-2015 | -                  | -                     |
| 2016      | 29.                | Alberto Cecchin (43.) |

UCI Europe Tour
| Saison | Mannschaftswertung | Fahrerwertung          |
| ------ | ------------------ | ---------------------- |
| 2014   | 62.                | Andrea Vaccher (206.)  |
| 2015   | 27.                | Andrea Vaccher (19.)   |
| 2016   | 28.                | Andrea Pasqualon (96.) |